# Astegopteryx singaporensis
Astegopteryx singaporensis är en insektsart. Astegopteryx singaporensis ingår i släktet Astegopteryx och familjen långrörsbladlöss. Inga underarter finns listade i Catalogue of Life.